# Anicet Sambo
Anicet Sambo – madagaskarski bokser, uczestnik Letnich Igrzysk Olimpijskich 1980. 
Podczas igrzysk w Moskwie, startował w wadze piórkowej. W pierwszej fazie miał wolny los. W drugiej, zmierzył się z reprezentantem Beninu, którym był Barthelémy Adoukonu. Sambo przegrał, a w łącznej klasyfikacji uplasował się na 17. miejscu.